# Бланк Мойсей Абрамович
Мойсей Абрамович Бланк (нар. 16 жовтня 1907, Єлисаветград — пом. 15 жовтня 1983, Харків) — український радянський художник; член Харківської організації Спілки радянських художників України з 1947 року.

## Біографія
Народився 3 [16] жовтня 1907 року в місті Єлизаветграді (нині Кропивницький, Україна). Упродовж 1925—1930 років навчався у Харківському художньому інституті, де його педагогами були зокрема Семен Прохоров, Михайло Шаронов, Олексій Маренков, Микола Бурачек, Митрофан Федоров.
У 1930-х роках працював оформлювачем в українських видавництвах: Державне видавництво України, «Книгоспілка», «Молодий більшовик», «Дитвидав»; у 1941—1943 роках — художником театру в містах Усть-Каменогорську, Зиряновську. Брав участь у німецько-радянській війні. Член КПРС з 1955 року.
Жив у Харкові в будинку на вулиці Отокара Яроша, № 21 а, квартира № 6. Помер у Харкові 15 жовтня 1983 року.

## Творчість
Працював у галузях станкової графіки і станкового живопису. Писав краєвиди, натюрморти, індустріальні пейзажі. Був одним із провідних акварелістів Харкова. Серед робіт:
графіка
- «Дах» (1927, ліногравюра);
- «У Донбасі» (1949, автолітографія);
- «Підмосков'я» (1954, літографія);
- «Зимка» (1955);
- «В Україні» (1955, кольорова автолітографія);
- «Колобів хутір» (1957, офорт);
- «Приазов'я» (1957, офорт);
- «Коксохімзавод» (1957, офорт);
- «Наташа» (1970, монотипія);

графічні серії
- «Міські краєвиди» (1948);
- «Пейзажі України» (1950-ті, офорти);
- «Харківський тракторний завод» (1957, офорти);
- «Натюрморти» (1962—1967);
- «Пейзажі Криму» (1965—1975);
- «Сорочинці» (1975);
- «Азовсталь» (1977);

живопис
- «Риба» (1957);
- «Натюрморт з глечиком» (1959, гуаш);
- «Натюрморт з куманцем» (1960, гуаш);
- «Дівчина у віночку» (1963);
- «Бахчисарай» (1963, акварель);
- «Колгосп Сунки» (1971, акварель);
- «Натюрморт на червоному» (1973).

Також створив типові краєвиди Росії, Кавказу й Прибалтики.
Брав участь у виставках з 1927 року, республіканських з — 1947 року, зарубіжних — з 1963 року. Персональні виставки відбулися у Харкові у 1963, 1969, 1971, 1976—1977, 1982, 1997 роках.
Окремі твори художника зберігаються в Національному художньому музеї України у Києві, у Харківському художньому музеї.